# František Václav z Kounic
František Václav hrabě z Kounic-Rietbergu (Franz Wenzel Graf von Kaunitz-Rietberg) (2. července 1742, Vídeň – 19. prosince 1825, Vídeň) byl moravský šlechtic a rakouský generál. Jako syn významného státníka knížete Václava Antonína Kounice absolvoval rychlou kariéru v armádě a již ve třiceti letech byl generálem. Později byl velitelem v několika korunních zemích habsburské monarchie (Chorvatsko, Halič, Morava), zúčastnil se válek proti Francii, v armádě dosáhl druhé nejvyšší hodnosti polního zbrojmistra.

## Životopis

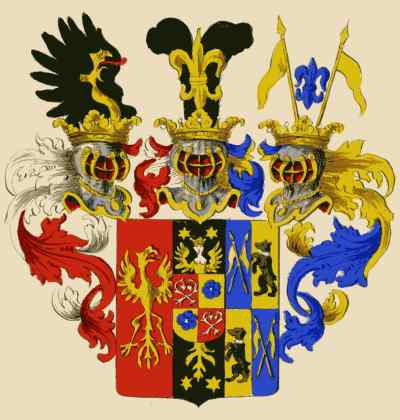
Erb rodu Kounic-Rietberg

Pocházel z moravské šlechtické rodiny Kouniců, narodil se jako třetí syn pozdějšího státního kancléře Václava Antonína Kounice (1711–1794) a jeho manželky Marie Ernestiny, rozené ze Starhembergu (1717–1749). Po matce byl vnukem císařského nejvyššího štolby hraběte Františka Antonína ze Starhembergu. Studoval na Tereziánská vojenské akademii a v roce 1759 jako dobrovolník vstoupil do armády. Stal se pobočníkem maršála Dauna, který byl jeho patronem. V roce 1760 byl zraněn v bitvě u Torgavy a téhož roku byl jmenován císařským komořím. Na konci sedmileté války byl jako dvacetiletý povýšen do hodnosti plukovníka. Od roku 1769 byl rytířem Německého řádu a později v letech 1788–1806 komturem řádové provincie ve Vestfálsku, kde rodina vlastnila statky. Mimo jiné se angažoval ve veřejném životě na Moravě, v Brně byl od mládí členem zednářské lóže U vycházejícího slunce.
Ve třiceti letech dosáhl hodnosti generálmajora (1773) a později řadu let působil jako velící generál v Chorvatsku (1783–1797), od roku 1783 v hodnosti polního podmaršála. V 90. letech se zapojil do bojů proti revoluční Francii a v květnu 1794 jako velitel rakousko-nizozemské armády zvítězil nad Francouzi v Belgii v bitvách u Rouvroi a Erquelinnes. Mezitím byl povýšen do hodnosti polního zbrojmistra (1794) a získal také titul tajného rady. V letech 1797–1805 byl velitelem v západní Haliči a svou kariéru zakončil jako zemský velitel na Moravě. Touto funkcí byl pověřen v dubnu 1805 a před bitvou u Slavkova řídil úpravu komunikací a zásobování rakouské armády. Po ukončení třetí koaliční války a uzavření míru v Bratislavě odešel v lednu 1806 do výslužby a od té doby žil v soukromí. Během své vojenské kariéry proslul jako odborník v oboru dělostřelectva a přispěl k jeho reorganizaci před napoleonskými válkami.
Zemřel svobodný ve Vídni, kde je také pohřben (na rozdíl od většiny příbuzných, kteří jsou uloženi v rodinné hrobce ve Slavkově).[zdroj?]
Jeho starší bratři Arnošt Kryštof (1737–1797) a Dominik Ondřej II. (1739–1812) byli po otci postupně dědici knížecího titulu a vlastníky rozsáhlého majetku na jižní Moravě (Slavkov, Uherský Brod, Jaroměřice nad Rokytnou).